# Хъмфри Дейви
Сър Хъмфри Дейви (на английски: Humphry Davy) е английски химик. Става известен благодарение на заниманията си с физиологичното действие на някои газове, включително райския газ.

## Биография
Роден е на 17 декември 1778 г. в Пензанс, Великобритания. През 1801 г. той става професор в Кралската институция на Великобритания, както и член на Кралското общество, на което по-късно става председател.
През 1800 г., когато Алесандро Волта въвежда първата електрическа батерия, Дейви я използва, за да разложи соли по начин, днес известен като електролиза. С помощта на много последователни батерии, той успява да отдели калий и натрий от техните хидроксиди през 1807 г. и калция, стронция, бария и магнезия през 1808 г. Той също така показва, че кислородът не може да се получи от веществото, познато дотогава като оксисолна киселина, и доказва, че веществото е отделен химичен елемент, наречен от него хлор. Дейви проучва енергията, която била включена в процеса на разделяне на солите, като това днес се изучава от науката електрохимия.
През 1812 г. той е посветен в рицарство, изнася прощална лекция пред Кралската институция и се жени за заможна вдовица. След завръщането си от кратка почивка в Европа той изобретява миньорската лампа (известна още като руднична лампа), използвана и до днес в мините.
Неговият лаборант Майкъл Фарадей подобрява работите на Дейви и в крайна сметка става по-известен и влиятелен от него.
Умира на 29 май 1829 г. в Женева на 50-годишна възраст.